# Modra, Slovaška
Modra je mesto in središče istoimenske občine na Slovaškem, približno 25 km severovzhodno od Bratislave. Po podatkih iz leta 2005 ima 8704 prebivalce. Leži v vinorodnem okolišu ob vznožju Malih Karpatov na zahodu države in je pomembno lokalno središče vinogradništva, širše pa je poznano predvsem kot mesto obrti, kjer izdelujejo znamenite izdelke iz keramike. V bližini stoji astronomski observatorij Modra, ki deluje pod okriljem Univerze Komenskega v Bratislavi.
Prva pisna omemba kraja sega v leto 1158, ko ga je Géza II. Ogrski omenil kot posest škofa iz Nitre. Po vpadu Mongolov leta 1241 so ga obnovili nemški kolonisti. Leta 1361 je dobil mestne pravice, leta 1607 pa status svobodnega kraljevega mesta znotraj Ogrske. Obzidje je bilo zgrajeno v 17. stoletju, takrat je Modra postala vodilni center obrti na vsem ozemlju današnje Slovaške. V 1840. letih je bila zgrajena lokalna železniška povezava med Bratislavo in Trnavo, ki pa je Modro obšla, saj mestne oblasti niso dovolile izgradnje proge.
V Modri je preživel zadnja leta življenja slovaški narodni buditelj Ľudovít Štúr, tu je tudi pokopan.

## Demografija
| Leto          | 1994 | 2004    | 2014    | 2024    |
| ------------- | ---- | ------- | ------- | ------- |
| Število ljudi | 8409 | 8657    | 8817    | 9160    |
| Razlika       |      | +2,94 % | +1,84 % | +3,89 % |

| Leto          | 2023 | 2024    |
| ------------- | ---- | ------- |
| Število ljudi | 9201 | 9160    |
| Razlika       |      | −0,44 % |

## Pobratena / sestrska mesta
Modra ima uradne povezave z naslednjimi mesti:
- Benátky nad Jizerou, Češka
- Overijse, Belgija
- Martres-Tolosane, Francija